# Pellandini Cars
Pellandini Cars Ltd.  je bio australski proizvođač automobila sedamdesetih godina prošlog stoljeća.

## Povijest
Osnovao je Englez Peter Pellandine u Cherry Gardensu u Australiji tvrtku Kit Cars 1970. godine sve do 1978.

## Weblinks
- | Logotip Zajedničkog poslužitelja | Zajednički poslužitelj ima još gradiva o temi Pellandini |
- Pellandini Steamer Mark II (engleski)  Arhivirana inačica izvorne stranice od 26. svibnja 2006. (Wayback Machine)
- Pellandini Steamer Mark II (1982.) u Lakeside Motor muzeju